# Erecciones, eyaculaciones, exhibiciones e historias generales de locura ordinaria
Erecciones, eyaculaciones, exhibiciones e historias generales de locura ordinaria (en inglés, Erections, Ejaculations, Exhibitions and General Tales of Ordinary Madness) es una colección de cuentos del escritor alemán-estadounidense Charles Bukowski publicada en 1972.
Consta de 63 historias cortas que abarcan una variada gama de géneros y en las que suelen encontrarse fuertes sesgos autobiográficos.
En Estados Unidos luego se reeditó en dos tomos en 1983: Tales of Ordinary Madness y The Most Beautiful Woman in Town. En español, Anagrama publicó una selección autorizada por el autor de 41 relatos, también en dos tomos: Erecciones, eyaculaciones, exhibiciones y La máquina de follar.
Los diferentes cuentos narran  algunas experiencias de vida de este peculiar personaje, exhibiendo en la cotidianidad, el alcoholismo, el sexo y la enfermedad, los que presenta con naturalidad y un poco de surrealismo, algo obsceno precisando el morbo como actor principal. Una característica fundamental de los personajes principales de estos relatos es que cada uno de ellos es un desastre, con vidas encaminadas a la pobreza, el alcoholismo y el desorden. Cada relato se torna irónico, como es característico de las narraciones de Bukowski.
Contenido de Erecciones, eyaculaciones, exhibiciones:
- A .45 To Pay The Rent (Una .45 para pagar la renta)
- Doing Time With Public Enemy No. 1 (Haciendo tiempo con el enemigo público No. 1)
- Scenes From The Big Time (Escenas de los buenos tiempos)
- Nut Ward Just East Of Hollywood (Hospital psiquiátrico al este de Hollywood)
- Would You Suggest Writing As A Career? (¿Sugerirías la escritura como carrera?)
- The Great Zen Wedding (La gran boda Zen)
- Reunion (Reunión)
- Cunt And Kant And A Happy Home
- Goodbye Watson (Adiós Watson)
- Great Poets Die In Steaming Pots Of Shit (Los grandes poetas mueren en calderas hirvientes de mierda)
- My Stay In The Poet's Cottage (Mi estancia en la cabaña del poeta)
- The Stupid Christs (Los cristos estúpidos)
- Too Sensitive (Muy sensible)
- Rape! Rape! (¡Violación! ¡Violación!)
- An Evil Town (Una ciudad mala)
- Love It Or Leave It (Ámalo o déjalo)
- A Dollar And Twenty Cents (Un dolar y veinte centavos)
- No Stockings (No medias)
- A Quiet Conversation Piece (Una pieza tranquila de conversación)
- Beer And Poets And Talk (Cerveza y poetas y pláticas)
- I Shot A Man In Reno (Le disparé a un hombre en Reno)
- A Rain Of Women (Una lluvia de mujer)
- Night Streets Of Madness (Calles nocturnas de locura)
- Purple As An Iris (Tan púrpura como un iris)
- Eyes Like The Sky (Ojos como el cielo)
- One For Walter Lowenfels (Una para Walter Lowenfels)
- Notes Of A Potential Suicide (Notas de un potencial suicida)
- Notes On The Pest (Apuntes sobre la peste)
- A Bad Trip (Un mal viaje)
- Animal Crackers In My Soup (Galletas de animalito en mi sopa)
- A Popular Man (Un hombre popular)
- Flower Horse (Caballo de flores)
- The Big Pot Game
- The Blanket (La sábana)